# Simone Mori
Simone Mori (23 de abril de 1972) es un exciclista italiano, profesional entre 1997-2003 en equipos modestos.
Tras su retirada se convirtió en director del equipo Amica Chips-Knauf, que desapareció tras verse implicado el propio Mori en el escándalo de dopaje Via col Doping.

## Palmarés
2001
- Tour de Croacia

2002
- Jelajah Malaysia
- 1 etapa de la Vuelta a Serbia
- Premio de la Mi Aout
- Tour de Hokkaido, más 1 etapa

## Equipos
- Kross-Montanari-Selle Italia
- Kross-Selle Italia
- Amica Chips-Costa de Almería
- Team Coast
- KIA-Suisse
- Jura Suisse
- Jura Suisse-Nippon Hodo
- Nippon Hodo
- Telekom Malaysia Cycling Team